# Departamento de Estadísticas de Georgia

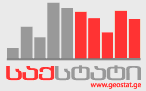
Gobierno de Georgia (país), Logos de Georgia, logotipos de Mkhedruli

El Departamento de Estadísticas de Georgia (en georgiano საქართველოს სტატისტიკა; Statistics Georgia en inglés) es la agencia del gobierno georgiano encargada de recoger y compilar datos estadísticos sobre Georgia y los georgianos.
Entre otras responsabilidades, Statistics Georgia se ocupa del censo general que tiene lugar cada diez años, en el segundo año de una década. El próximo censo será en 2010 y será el segundo en la historia del país.